# Aonyx congicus
Aonyx congicus este o specie de vidră găsită în Africa.

## Taxonomie
Aonyx congicus a fost anterior considerată drept subspecie a vidrei africane fără gheare (Aonyx capensis), însă acum este considerată a fi specie separată. Face parte din genul Aonyx.

## Descriere
Culoare blănii dorsale la vidrele din specia Aonyx congicus variază de la ciocolatiu închis până la cenușiu palid. Obrajii, bărbia, partea din față a gâtului și partea de sus a pieptului le sunt albicioase, dar în rest, culoarea blănii ventrale seamănă cu cea a blănii dorsale. Pe baza măsurătorilor efectuate pe 3 masculi și 6 femele, lungimea capului plus cea a trunchiului este de ~692 mm la masculi și de ~745 mm la femele, iar lungimea cozii de ~471 mm la masculi și de ~454 mm la femele. Coada se îngustează dinspre bază și este lungă și foarte musculoasă. Între ochi și nară există un petic de culoare închisă ce iese în evidență. Marginea de sus a rinariumului⁠(en)[traduceți] este dreaptă. Degetele din față sunt lipsite de gheare, păr și membrană interdigitală⁠(en)[traduceți]. De obicei, numai al doilea, al treilea și al patrulea deget din spate au câte o gheară rudimentară; rareori se întâmplă ca și primul și al cincilea să aibă. Membrana interdigitală a degetelor din spate se extinde până la baza celei de a doua falange. Măselele le sunt vizibil mai mici decât cele ale vidrelor africane fără gheare.

## Răspândire și habitat
Țările cuprinse mai mult sau mai puțin în arealul său sunt Angola (nord), Camerun (sud), Republica Centrafricană (sud), Republica Congo, Republica Democratică Congo, Gabon, Guineea Ecuatorială, Rwanda și Uganda și posibil și Burundi și Nigeria. Printre tipurile de habitate pe care le populează se numără pădurea tropicală umedă din Bazinul Congo⁠(en)[traduceți], lagune costale cu apă dulce, mlaștini mangrove, râuri mici sau mari și luminișuri din păduri mlăștinoase.

## Comportament și ecologie
Dieta vidrelor din specia Aonyx congicus cuprinde râme, moluște, pești, broaște, crabi și alte vertebrate și nevertebrate mici. Au fost observate vidre din această specie hrănindu-și puii cu viermi.

## Stare de conservare
Aonyx congicus este listată în Anexa II a CITES, iar pe Lista roșie a IUCN este listată drept aproape amenințată⁠(en)[traduceți].
Deși aceste vidre sunt cunoscute ca fiind dificil de prins, sunt ocazional vânate de oameni pentru carne și apoi vândute la prețuri asemănătoare cu cele ale altor vânaturi. Vânatul din vidră este comun în Congo și Camerun, dar nu și în Gabon, deoarece acolo poartă reputația de a fi periculoasă; în Gabon circulă o concepție greșită conform căreia vidrele transmit șocuri electrice când sunt vânate cu sulița. În Camerun, pieile lor sunt folosite la confecționarea de tobe.